# Johan Pieter Recxstoot
Johan Pieter Recxstoot (ur. 5 września 1701, zm. 31 stycznia 1756) – holenderski polityk.
Recxtoot był wielkim pensjonariuszem Prowincji Zelandii od 31 maja 1751 do 31 stycznia 1756, czyli do swej śmierci.
Blisko współpracował z nim prawnik i poborca podatkowy Abraham Haverkamp (zm. 1758), którego z kolei małżonką była znana pisarka Petronella Johanna de Timmerman (1723-1786).